# Internazionali di Tennis di Baviera 1975
Gli Internazionali di Tennis di Baviera 1975 (noti anche con il nome di BWM Open per ragioni di sponsorizzazione) sono stati un torneo di tennis giocato sulla terra rossa. È stata la 60ª edizione del torneo, che ha fatto parte del Commercial Union Assurance Grand Prix 1975. Si è giocato a Monaco di Baviera in Germania, dal 7 all'11 maggio 1975.

## Campioni

### Singolare
Guillermo Vilas ha battuto in finale  Karl Meiler con il punteggio di 2–6, 6–0, 6–2, 6–3

### Doppio
Wojciech Fibak /  Jan Kodeš hanno battuto in finale  Milan Holeček /  Karl Meiler con il punteggio di 7–5, 6–3